# Stictoptera variabilis
Stictoptera variabilis là một loài bướm đêm trong họ Noctuidae.